# Petar Basta
Petar Basta, hrvaški general, * 15. december 1916, † ?.

## Življenjepis
Leta 1941 je vstopil v NOVJ in KPJ. Med vojno je bil politični komisar bataljona, pomočnik poveljnika Liškega področja, šef Personalnega oddelka II. korpusa in GŠ Hrvaške.
Po vojni je končal šolanje na Višji vojaški akademiji JLA in operativni tečaj na Vojni šoli JLA. Prevzel je različne položaje v poveljstvu kopenske vojske, JRM in Generalštabu JLA. Upokojil se je leta 1969.

## Odlikovanja
- Red bratstva in enotnosti
- Red zaslug za ljudstvo